# Séchin
Séchin ist eine französische Gemeinde mit 115 Einwohnern (Stand: 1. Januar 2022) im Département Doubs in der Region Bourgogne-Franche-Comté.

## Geographie
Séchin liegt auf 358 m, sechs Kilometer westlich von Baume-les-Dames und etwa 23 Kilometer ostnordöstlich der Stadt Besançon (Luftlinie). Das Dorf erstreckt sich in der gewellten Landschaft zwischen den Flusstälern von Doubs und Ognon, auf einem Plateau, das nördlich an das Doubstal anschließt, am Südrand des Bois du Grand Val.
Die Fläche des 1,09 km² großen Gemeindegebiets umfasst einen Abschnitt in den äußersten nordwestlichen Höhenzügen des Juras. Der zentrale Teil des Gebietes wird von einem Plateau eingenommen, das durchschnittlich auf 350 m liegt und leicht nach Süden zum Doubstal geneigt ist. Es ist vorwiegend mit Acker- und Wiesland bestanden, zeigt aber auch einige Waldflächen. Nach Norden erstreckt sich das Gemeindeareal über einen leicht ansteigenden Hang bis in die Waldung des Bois du Grand Val, in dem mit 398 m die höchste Erhebung von Séchin erreicht wird. Auf dem gesamten Areal gibt es keine oberirdischen Fließgewässer, weil das Niederschlagswasser im verkarsteten Untergrund versickert.
Nachbargemeinden von Séchin sind Baume-les-Dames im Norden, Grosbois und Fourbanne im Osten, Ougney-Douvot im Süden sowie Breconchaux im Westen.

## Geschichte
Im Mittelalter gehörte Séchin zur Herrschaft Clerval, die seit dem 14. Jahrhundert unter der Oberhoheit der Grafen von Montbéliard stand. Zusammen mit der Franche-Comté gelangte das Dorf mit dem Frieden von Nimwegen 1678 definitiv an Frankreich. Nachdem sich während des Zweiten Weltkrieges 1944 Widerstandskämpfer einem deutschen Trupp entgegengestellt hatten, wurde das Dorf Séchin als Vergeltungsmaßnahme in Brand gesetzt und sechs Personen erschossen.

## Bevölkerung
| Jahr                       | 1962 | 1968 | 1975 | 1982 | 1990 | 1999 | 2005 | 2016 |
| Einwohner                  | 48   | 41   | 54   | 100  | 94   | 108  | 119  | 118  |
| Quellen: Cassini und INSEE |      |      |      |      |      |      |      |      |

Mit 115 Einwohnern (Stand 1. Januar 2022) gehört Séchin zu den kleinsten Gemeinden des Départements Doubs. Nachdem die Einwohnerzahl in der ersten Hälfte des 20. Jahrhunderts stets im Bereich zwischen 25 und 50 Personen gelegen hatte, wurde seit Beginn der 1970er Jahre ein deutliches Bevölkerungswachstum verzeichnet. Seither hat sich die Einwohnerzahl fast verdreifacht.

## Wirtschaft und Infrastruktur
Séchin war bis weit ins 20. Jahrhundert hinein ein vorwiegend durch die Landwirtschaft (Ackerbau, Obstbau und Viehzucht) und die Forstwirtschaft geprägtes Dorf. Noch heute leben die Bewohner zur Hauptsache von der Tätigkeit im ersten Sektor. Außerhalb des primären Sektors gibt es nur wenige Arbeitsplätze im Dorf. Einige Erwerbstätige sind auch Wegpendler, die in den umliegenden größeren Ortschaften ihrer Arbeit nachgehen.
Die Ortschaft ist verkehrstechnisch gut erschlossen. Sie liegt an der Hauptstraße N83, die von Besançon nach Montbéliard führt. Der nächste Anschluss an die Autobahn A36, die das Gemeindegebiet durchquert, befindet sich in einer Entfernung von ungefähr zehn Kilometern. Weitere Straßenverbindungen bestehen mit Ougney-Douvot und Breconchaux.